# サーブプロモーション
株式会社サーブプロモーション（英: SERVE PROMOTION Ltd.）は、東京都渋谷区に本社を置く芸能事務所。

## 概要
役者・シンガーソングライター・モデル・文化人・タレント・MC・ナレーターが所属する総合芸能事務所である。

## 所属一覧

### 男性
- 岡田浩暉
- 坂元健児
- 安藤勇雅
- 山崎まさや
- 鶴ヶ崎好昭
- 染谷洸太
- 鯨井俊介(BREAK THROUGH)
- 吉田涼哉(BREAK THROUGH)
- 伊藤純平(BREAK THROUGH)
- 田仲央樹

### 女性
- 武藤令子
- 伊藤あいみ
- 大島正華
- 樹谷奈央子
- 鴨志田葵
- ノア
- ミア

### アーティスト
- To Be Continued
- BREAK THROUGH
- THE FLYING BED

### 文化人
- 両沢和幸
- 青柳祐美子（脚本家）
- 灰原五良（法律監修）